# إيفان ستاركوف
إيفان ستاركوف (الروسية: Старков, Иван Евгеньевич) (10 يناير 1986 ببارناول في روسيا - ) هو لاعب كرة قدم روسي في مركز الوسط. لعب مع أمكار بيرم ودينامو بارنول ولوكوموتيف موسكو ونادي روستوف وFC Neftekhimik Nizhnekamsk ‏ وFC Baikal Irkutsk ‏ وFC Titan Klin ‏ ونادي خيمكي ونادي سكا خاباروفسك.

## وصلات خارجية
- إيفان ستاركوف على موقع قاعدة بيانات كرة القدم.إي يو (الإنجليزية)
- إيفان ستاركوف على موقع Soccerway.com (الإنجليزية)
- إيفان ستاركوف على موقع عالم كرة القدم.نت (الإنجليزية)